# Tulipa krauseana
Tulipa krauseana (укр. Тюльпан Краузе) — багаторічна рослина роду тюльпан родини лілійних.

## Історія
У 1879 році Едуард Регель описав цей вид у виданні «Труды Императорского Санкт-Петербургского Ботанического сада» за єдиним зразом, що його надіслав російський медик, ботанік та дослідник природних ресурсів Ієронім Іванович Краузе (1845—1909) із Сирдар'їнського Каратау. На його честь і був названий цей вид. Ієронім Краузе, що був німцем за національністю, походив з Россієнського повіту Ковенської губернії (нині Литва). Чотири десятиліття працював аптекарем в Туркестані та збирав і вивчав корисні рослини регіону. Його заслуги, в тому числі і наукова публікація «Про косметичні засобах тубільців Туркестанського краю», 1873), були відзначені великою срібною медаллю Грейга. Тип виду зберігається в Санкт-Петербурзі.

## Систематика
Багатьма таксономістами не визнається як самостійний вид, а лише як різновид тюльпана Грейга (Tulipa greigii Regel). На сайті World Checklist of Selected Plant Families (WCSP) Королівських ботанічних садів у К'ю Tulipa krauseana вказується як синонім Tulipa greigii Regel. Тим не менш, на сайті спільного інтернет-проекту Королівських ботанічних садів у К'ю і Міссурійського ботанічного саду The Plant List має ранг самостійного виду. Існує думка, що після того, як його описали, ніхто цей вид тюльпану більше не бачив. Необхідно додаткове вивчення його, як в природних популяціях, так і в умовах культури.

## Опис
Цибулина яйцеподібна, до 4 см завтовшки, з шкірястими шоколадно-коричневими лусками. Стебло до 20 см заввишки, пухнасте, з 3, рідко 4 зближених листків, що перевищують квітку. Нижній лист більший, овально-видовжений, до 3-5 см завширшки, зі світло-ліловими або фіолетовими плямами, верхній лінійно-ланцетний. Квітка світло-жовта, до 3 см заввишки, листочки оцвітини з чітким витягнутим загостренням на верхівці. Тичинкові нитки жовті, голі, в 5-6 разів коротше пиляків.
Цвіте в першій половині квітня, плодоносить в кінці травня—червні.

## Екологія
Росте на кам'янистих і дрібноземистих схилах низькогірій.

## Поширення
Достовірно відомий тільки з центральної частини хребта Каратау — долини річки Ушузень, між населеними пунктами Сузак і Туркестан (Туркестанська область). Ендемічна рослина Казахстану.

## Культивування
В культурі не випробуваний.

## Використання
Високодекоративна рослина. Цікавий карликівістю габітусу і порівняно раннім цвітінням.